# Karjala (пиво)

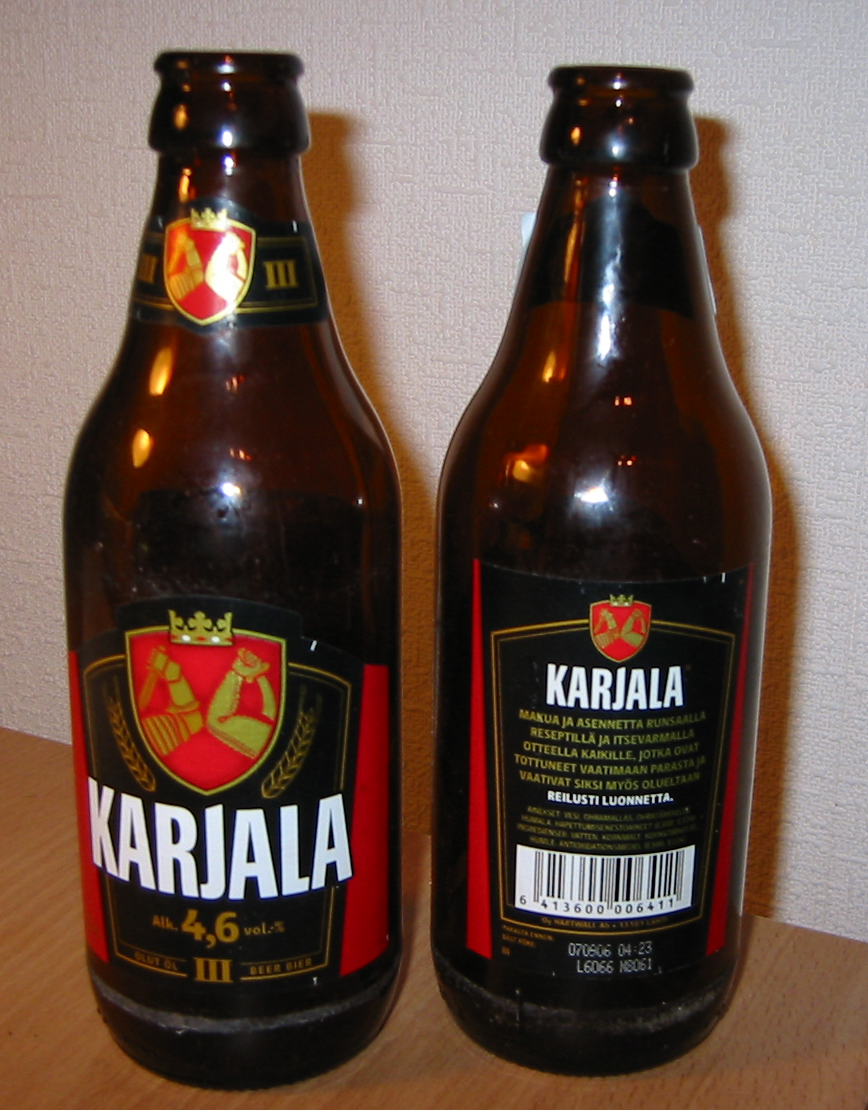
Karjala III

Karjala — финское светлое пастеризованное лагерное пиво. Производится пивоваренной компанией Hartwall в Хельсинки. 
С 1932 до 1944 года изготовлялось для магазина Osuusliike ITA-Карьяла, принадлежащий пивоварне Sortavalan panimo Oy. 
Производство было возобновлено в 1948 году.
Название ежегодного хоккейного турнира Кубок Карьяла связано с титульным спонсором Karjala.

## Ассортимент
- Karjala III (4,6 %)
- Karjala IVA (5,2 %)
- Karjala IVB (8,0 %)
- Karjala Terva (4,6 %)
- Karjala Terva (6,3 %, со вкусом смолы)

### Снято с производства
- Karjala I